# Recaredo Veredas
Recaredo Veredas es un escritor español en lengua castellana. 

## Biografía
Nació en Madrid en 1970. Licenciado en Derecho y Máster en Edición por la Universidad de Salamanca, cursó el ciclo completo de creación literaria de la Escuela de Letras, donde fue posteriormente profesor de relato breve y creación literaria. También ha impartido clases en Fuentetaja.
Ha escrito artículos o reseñas en ABC, El Debate, Qué Leer, Quimera, El crítico, Política Exterior, Revista de Libros, Zenda o Letras Libres.
Ha trabajado como lector, corrector o editor en la Editorial Alfaguara, en la Editorial El País-Aguilar, en Ediciones Siruela y en el Instituto Universitario de Postgrado. 
Creó y dirigió la revista digital micro-revista (www.microrevista.com).

## Obra

### Narrativa
- Pendiente (Madrid, Editorial Dilema, 2004)
- Actos imperdonables (Madrid, Bartleby Editores, 2013)
- Deudas vencidas (Salto de Página, 2014)
- Amores torcidos (Tres hermanas, 2021)
- Soberbia (Deconatus, 2024)

### Poesía
- Nadar en agua helada (Madrid, Bartleby Editores, 2012)
- Esa franja de luz (Madrid, Bartleby Editores, 2019)

### Ensayo
- Cómo escribir un relato y publicarlo (Madrid, Editorial Dilema, 2006)
- No es para tanto. Instrucciones para morir sin miedo (Madrid, Editorial Sílex, 2016)

### Crónica
- Todo es verdad. Historia de amor y supervivencia (Madrid, Editorial Sílex, 2020)
- Vida después del sueño (Madrid, Editorial Sílex, 2022)

## Opiniones críticas sobre su obra
Su obra ha sido elogiada por críticos como Manuel Rico, Marta Sanz, Alberto Olmos, Alejandro Gándara o Elvira Navarro quien ha afirmado: “Siempre me ha sorprendido su enorme versatilidad, su capacidad para tomar caminos distintos y manejarse bien en todos ellos, su inteligencia, que no se toma demasiado en serio y que por eso mismo brilla más, y una comprensión profunda de lo literario”. 